# RMS Republic (1903)
RMS Republic – jednokominowy transatlantyk brytyjskiej linii White Star Line. Zbudowany został przez stocznię Harland and Wolff w Belfaście i zwodowany w 1903 roku. Pływał sześć lat, aż do zderzenia 23 stycznia 1909 roku z włoskim liniowcem SS "Florida" we mgle niedaleko wyspy Nantucket (Massachusetts, USA). M.in. dzięki zastosowaniu telegrafu bezprzewodowego liczba ofiar katastrofy była niska – zginęło jedynie 6 osób.

## Historia

### Przejęcie przez White Star
Statek został zbudowany w Belfaście dla Dominion Line (siostrzanej kompanii armatorskiej White Star Line) i nazwany SS Columbus. Po dwóch podróżach w barwach linii Dominion został sprzedany White Star, gdzie przechrzczono go na Republic (pierwszy Republic linii White Star z roku 1872 został sprzedany dziesięć lat wcześniej).

### Kolizja z SSFlorida

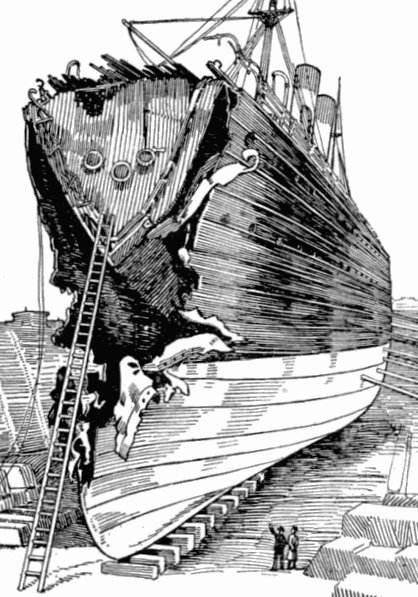
Zmiażdżony dziób SS Florida

We wczesnych godzinach rannych 23 stycznia 1909 roku dowodzony przez kapitana Inmana Sealby’ego transatlantyk, idący z Nowego Jorku do Gibraltaru i portów Morza Śródziemnego (742 pasażerów + załoga), wszedł w gęstą mgłę na wysokości wyspy Nantucket.
Parowiec zmniejszył szybkość i zaczął oznajmiać swą obecność syreną. O godzinie 5.47 usłyszano z bardzo bliska dźwięk syreny innego statku. Kapitan RMS Republic nakazał maszynom całą wstecz, a sternikowi ostro w lewo. Po krótkim jednak czasie z mgły wyłonił się włoski liniowiec SS Florida i wbił dziobem w śródokręcie Republic. Dwoje pasażerów zginęło na miejscu, trzeci, poważnie ranny, zmarł 26 stycznia w szpitalu uniwersyteckim w Brooklynie. Na SS Florida zginęło trzech członków załogi przebywających w pomieszczeniach na dziobie.
Maszynownię i kotły Republic zaczęła zalewać woda, a statek pochylać się na burtę. Kapitan Sealby zarządził przygotowanie pasażerów do ewakuacji. Republic był wyposażony w telegraf bezprzewodowy Marconiego i był pierwszym statkiem w historii, z którego wysłano sygnał CQD. Florida, mimo że uszkodzony, pospieszył na pomoc, odpowiedział również na sygnał kuter US Coast Guard USCGC Gresham. Pasażerowie zostali przeniesieni na oba statki, ale Florida, na którym znalazła się większość z nich (a było tam już 900 włoskich imigrantów) stał się niebezpiecznie przeładowany.
Sygnał CQD odebrał również inny liniowiec White Star, RMS Baltic, ale z powodu gęstej mgły dopiero pod wieczór zlokalizował dryfujący Republic. Gdy wreszcie włączył się do akcji, przyjął wszystkich uratowanych pasażerów z USCGC Gresham i SS Florida. W związku z tym, że włoski statek był uszkodzony, postanowiono przenieść na Baltic także przewożonych przezeń imigrantów, przy czym o mało nie doszło do zamieszek, gdy imigranci zorientowali się, że muszą czekać, aż przetransportowani zostaną pasażerowie pierwszej klasy. Gdy w końcu wszyscy zostali przeniesieni, Baltic skierował się do Nowego Jorku.
Szkieletowa załoga pod wodzą kapitana Sealby’ego została na pokładzie starając się ratować Republic. Załoga kutra Gresham próbowała – używając specjalnych mat – zatkać otwór, ale bez powodzenia. Na miejsce przybyły jeszcze dwa parowce, New York i Lucania Cunarda, ale mogły się tylko przypatrywać akcji ratunkowej, która nie była udana i 24 stycznia Republic zatonął.

### Tajemnica ładunku
Wokół Republic krąży wiele pogłosek dotyczących cennego ładunku statku. Według jednej teorii miał on przewozić 250 000 – 265 000 USD w złocie na wypłaty dla załóg okrętów Great White Fleet. Druga teoria mówi, że statek wiózł pieniądze na pomoc dla ofiar trzęsienia ziemi, jakie w roku 1908 dotknęło Mesynę. Trzecia, lansowana przez kapitana Martina Bayerlego, zakłada, że statek przewoził 3 000 000 USD w złotych monetach jako część pożyczki dla władz Imperium Rosyjskiego. Wszystkie wielkości podane zostały w dolarach z roku 1909, kiedy uncja złota kosztowała 20 dolarów. Dzisiaj wartość takiego ładunku to co najmniej wiele setek milionów dolarów, a zdaniem niektórych ekspertów nawet ponad 5 miliardów, co czyniłoby skarb RMS Republic największą zdobyczą wszech czasów.

## Odkrycie
Wrak RMS Republic został odnaleziony przez kapitana Bayerlego w roku 1981. Statek stoi na równej stępce około 50 mil na południe od Nantucket, na pozycji 40°26'N, 69°46'W na głębokości około 90 metrów. Dwie ekspedycje poszukiwawcze próbowały odnaleźć złoto w latach osiemdziesiątych, ale bezskutecznie.
W roku 2005 Federalny Sąd Okręgowy stanu Massachusetts przyznał Bayerlemu wyłączne prawo do wraku i znalezisk. Badanie wraku miało być przeprowadzone w roku 2010, a wydobycie skarbu latem 2011. Bayerle nosił się z zamiarem podnoszenia statku sekcjami, ale ekspertyza z roku 2009 ujawniła, że wrak jest w tak złym stanie, że może się w każdej chwili rozpaść na kawałki. W tej sytuacji Bayerle postanowił spenetrować tę część statku, gdzie winien się mieścić skarbiec.